# Tavastkulla gård
Tavastkulla gård (finska: Hämeenkylän kartano) är en herrgård i Tavastby i Vanda stad, Södra Finlands län. 
Gården bildades på 1580-talet av tre hemman i Tavastby, ägdes på 1500- och 1600-talet av släkterna Juusten och Gyllenlood, senare bland annat av släkterna Rotkirch och Pelin; från 1942 innehades den av Tukkukauppiaiden Oy (sedermera Tuko Oy), som inrättade en kursgård för köpmän i huvudbyggnaden, uppförd i början av 1820-talet enligt ritningar av Carl Ludvig Engel. På gården grundades 1951 ett tegelbruk som sysselsatte omkring 50 personer. Bruket lades ned i början av 1990-talet. År 1973 sålde Tuko omkring 700 hektar av Tavastkulla gård till Vanda stad. Gårdscentrum ägs sedan 1990-talet av bolaget Hämeenkylän Kauppa Oy, som hyr ut byggnaderna till olika företag som bedriver bland annat  hotell- och restaurangrörelse.